# Головино (Афанасьєвський район)
Голо́вино (рос. Головино) — присілок у складі Афанасьєвського району Кіровської області, Росія. Входить до складу Бісеровського сільського поселення.
Населення становить 40 осіб (2010, 60 у 2002).
Національний склад станом на 2002 рік — росіяни 100 %.